# NGC 5668
NGC 5668 је спирална галаксија у сазвежђу Девица која се налази на NGC листи објеката дубоког неба.
Деклинација објекта је + 4° 27' 2" а ректасцензија 14h 33m 24,2s. Привидна величина (магнитуда) објекта NGC 5668 износи 11,6 а фотографска магнитуда 12,2. Налази се на удаљености од 26,9000 милиона парсека од Сунца. NGC 5668 је још познат и под ознакама UGC 9363, MCG 1-37-28, CGCG 47-90, IRAS 14309+0440, PGC 52018.